# Pink (2009)
Pink ist ein deutscher Film von Rudolf Thome. Er hatte seine Uraufführung am 11. Februar 2009 im Internationalen Forum der Berlinale. Der Kinostart war am 20. August 2009.

## Handlung
Die junge, erfolgreiche „Punk-Dichterin“ Pink schreibt böse Liebesgedichte, die sie überall in Deutschland live vorträgt. Bei den Lesungen hat sie reihenweise Verehrer. Insbesondere Carlo, ein erfolgreicher Geschäftsmann, Georg, ein aalglatter Verleger, und Balthazar machen sich Hoffnungen, sie zu heiraten. Durch die Stimme Gottes hat sie vernommen, dass sie sich endlich für einen der drei entscheiden muss, was ihr sichtlich schwerfällt. Sie trifft ihre Entscheidungen sonst mit dem Taschenrechner. Ihre Beziehungen regelt sie per SMS. Trotz genauester Prüfung wählt sie zweimal den falschen Mann, erst beim Dritten findet sie ihr Glück.

## Kritik
Der Filmdienst meint, Rudolf Thome präsentiere „noch radikaler als in seinen letzten Filmen“ die „reine Oberfläche des Erzählens, wobei nichts symbolisch oder allegorisch zu verstehen ist“. Die Erzählung folge „fernab bleischwerer deutscher Beziehungsdramen […] frisch, jung und durchaus auch böse den Einfällen eines Erzählers, der sich auf eine vorzügliche Kameraarbeit sowie die perfekte, den Mehrwert der Szenen betonende Musik verlassen kann“.

## Auszeichnungen
- Prädikat „wertvoll“ der Deutschen Film- und Medienbewertung (FBW)[3]